# Wallabi-Inseln
Die Wallabi-Inseln (englisch Wallabi Group) sind eine kleine Inselgruppe im Indischen Ozean, gelegen etwa 58 km vor der westaustralischen Küste. Sie bilden die nördlichste Gruppe des Houtman-Abrolhos-Archipels.

## Geographie
Das Inselgebiet befindet sich 20 km nördlich der Easter Group, der zentralen Inselgruppe des Archipels, getrennt durch den Middle Channel. Es misst von Nordwest nach Südost etwa 17 km, von West nach Ost bis zu 10 km.
Die Bezeichnung Wallabi geht auf eine Gattung der kleineren Kängurus, den Wallabys zurück. Diese Tiere sind auf den beiden größten Inseln der Gruppe, West Wallabi Island und East Wallabi Island, durchaus anzutreffen.
Zu den Wallabi-Inseln gehören, neben einer Vielzahl kleinster Felsinseln, u. a. folgende Inseln:
| |                               |           |
| \| Inselname \| Koordinaten \| Fläche[1] ha \| \| ----------------------- \| ----------------------------- \| ------------ \| \| Akerstrom Island \| 28° 28′ 28″ S, 113° 41′ 56″ O \| 1,149 \| \| Alcatraz Island \| 28° 27′ 39″ S, 113° 43′ 23″ O \| 0,069 \| \| Barge Rock \| 28° 27′ 1″ S, 113° 43′ 18″ O \| 0,137 \| \| Beacon Island \| 28° 28′ 30″ S, 113° 47′ 9″ O \| 2,778 \| \| Dakin Island \| 28° 28′ 32″ S, 113° 48′ 31″ O \| 0,932 \| \| Dick Island \| 28° 29′ 46″ S, 113° 46′ 0″ O \| 3,463 \| \| Eagle Point Islet 1) \| 28° 26′ 44″ S, 113° 43′ 43″ O \| 0,078 \| \| East Mangrove Island 1) \| 28° 28′ 27″ S, 113° 42′ 5″ O \| 0,047 \| \| East Wallabi Island \| 28° 26′ 14″ S, 113° 43′ 50″ O \| 321,605 \| \| Eastern Island \| 28° 27′ 52″ S, 113° 48′ 49″ O \| 2,635 \| \| Far Island \| 28° 27′ 38″ S, 113° 48′ 26″ O \| 0,082 \| \| First Sister \| 28° 28′ 36″ S, 113° 44′ 39″ O \| 0,412 \| \| Hall Island \| 28° 28′ 17″ S, 113° 48′ 40″ O \| 0,081 \| \| Little Pigeon Island \| 28° 27′ 42″ S, 113° 43′ 25″ O \| 1,610 \| \| Long Island \| 28° 28′ 18″ S, 113° 46′ 25″ O \| 11,833 \| \| Marinula Island \| 28° 28′ 27″ S, 113° 42′ 2″ O \| 0,208 \| \| Naturalist Island 1) \| 28° 28′ 32″ S, 113° 44′ 38″ O \| 0,026 \| \| North Island 2) \| 28° 17′ 57″ S, 113° 35′ 44″ O \| 182,400 \| \| Oystercatcher Island \| 28° 27′ 44″ S, 113° 42′ 53″ O \| 4,743 \| \| Pelican Island \| 28° 27′ 32″ S, 113° 40′ 39″ O \| 0,290 \| \| Pigeon Island \| 28° 27′ 16″ S, 113° 43′ 37″ O \| 4,216 \| \| Plover Island \| 28° 28′ 2″ S, 113° 42′ 47″ O \| 0,263 \| \| Saville-Kent Island \| 28° 28′ 27″ S, 113° 48′ 35″ O \| 0,451 \| \| Seagull Island \| 28° 27′ 25″ S, 113° 43′ 1″ O \| 7,614 \| \| Seal Island \| 28° 29′ 0″ S, 113° 48′ 13″ O \| 0,887 \| \| Second Sister \| 28° 29′ 3″ S, 113° 44′ 31″ O \| 0,091 \| \| Shag Rock \| 28° 28′ 28″ S, 113° 42′ 48″ O \| 0,121 \| \| Short Island 1) \| 28° 27′ 48″ S, 113° 46′ 23″ O \| 0,150 \| \| Tattler Island \| 28° 28′ 6″ S, 113° 42′ 26″ O \| 0,689 \| \| Tectus Island 1) \| 28° 28′ 27″ S, 113° 44′ 37″ O \| 0,037 \| \| Third Sister \| 28° 29′ 41″ S, 113° 44′ 29″ O \| 0,208 \| \| Traitors Island \| 28° 29′ 1″ S, 113° 47′ 6″ O \| 0,094 \| \| Turnstone Island \| 28° 27′ 6″ S, 113° 43′ 2″ O \| 1,309 \| \| Wann Island \| 28° 28′ 16″ S, 113° 45′ 50″ O \| 0,070 \| \| West Wallabi Island \| 28° 27′ 48″ S, 113° 41′ 46″ O \| 621,500 \| Anmerkungen: 1) Die Inselnnamen Eagle Point Islet, East Mangrove Island, Naturalist Island, Short Island und Tectus Island sind "inoffizielle Bezeichnungen" dieser offiziell unbenannten Inseln. Sie stammen aus dem Inventory of the Land Conservation Values of the Houtman Abrolhos (engl., .pdf; 2,7 MB). 2) North Island, obwohl 18 km nordwestlich von West Wallabi Island und East Wallabi Island gelegen und durch die South Passage vom Rest der Inselgruppe getrennt, wird überwiegend der Wallabi-Gruppe zugeordnet. |                               |           |
| Inselname | Koordinaten                   | Fläche ha |
| Akerstrom Island | 28° 28′ 28″ S, 113° 41′ 56″ O | 1,149     |
| Alcatraz Island | 28° 27′ 39″ S, 113° 43′ 23″ O | 0,069     |
| Barge Rock | 28° 27′ 1″ S, 113° 43′ 18″ O  | 0,137     |
| Beacon Island | 28° 28′ 30″ S, 113° 47′ 9″ O  | 2,778     |
| Dakin Island | 28° 28′ 32″ S, 113° 48′ 31″ O | 0,932     |
| Dick Island | 28° 29′ 46″ S, 113° 46′ 0″ O  | 3,463     |
| Eagle Point Islet 1) | 28° 26′ 44″ S, 113° 43′ 43″ O | 0,078     |
| East Mangrove Island 1) | 28° 28′ 27″ S, 113° 42′ 5″ O  | 0,047     |
| East Wallabi Island | 28° 26′ 14″ S, 113° 43′ 50″ O | 321,605   |
| Eastern Island | 28° 27′ 52″ S, 113° 48′ 49″ O | 2,635     |
| Far Island | 28° 27′ 38″ S, 113° 48′ 26″ O | 0,082     |
| First Sister | 28° 28′ 36″ S, 113° 44′ 39″ O | 0,412     |
| Hall Island | 28° 28′ 17″ S, 113° 48′ 40″ O | 0,081     |
| Little Pigeon Island | 28° 27′ 42″ S, 113° 43′ 25″ O | 1,610     |
| Long Island | 28° 28′ 18″ S, 113° 46′ 25″ O | 11,833    |
| Marinula Island | 28° 28′ 27″ S, 113° 42′ 2″ O  | 0,208     |
| Naturalist Island 1) | 28° 28′ 32″ S, 113° 44′ 38″ O | 0,026     |
| North Island 2) | 28° 17′ 57″ S, 113° 35′ 44″ O | 182,400   |
| Oystercatcher Island | 28° 27′ 44″ S, 113° 42′ 53″ O | 4,743     |
| Pelican Island | 28° 27′ 32″ S, 113° 40′ 39″ O | 0,290     |
| Pigeon Island | 28° 27′ 16″ S, 113° 43′ 37″ O | 4,216     |
| Plover Island | 28° 28′ 2″ S, 113° 42′ 47″ O  | 0,263     |
| Saville-Kent Island | 28° 28′ 27″ S, 113° 48′ 35″ O | 0,451     |
| Seagull Island | 28° 27′ 25″ S, 113° 43′ 1″ O  | 7,614     |
| Seal Island | 28° 29′ 0″ S, 113° 48′ 13″ O  | 0,887     |
| Second Sister | 28° 29′ 3″ S, 113° 44′ 31″ O  | 0,091     |
| Shag Rock | 28° 28′ 28″ S, 113° 42′ 48″ O | 0,121     |
| Short Island 1) | 28° 27′ 48″ S, 113° 46′ 23″ O | 0,150     |
| Tattler Island | 28° 28′ 6″ S, 113° 42′ 26″ O  | 0,689     |
| Tectus Island 1) | 28° 28′ 27″ S, 113° 44′ 37″ O | 0,037     |
| Third Sister | 28° 29′ 41″ S, 113° 44′ 29″ O | 0,208     |
| Traitors Island | 28° 29′ 1″ S, 113° 47′ 6″ O   | 0,094     |
| Turnstone Island | 28° 27′ 6″ S, 113° 43′ 2″ O   | 1,309     |
| Wann Island | 28° 28′ 16″ S, 113° 45′ 50″ O | 0,070     |
| West Wallabi Island | 28° 27′ 48″ S, 113° 41′ 46″ O | 621,500   |

## Geschichte
Im Jahre 1629 lief das niederländische Handelsschiff Batavia in den Riffen der Wallabi-Inseln, genauer: im Morning Reef etwa 1,5 km südlich vor Beacon Island, auf Grund. Der überwiegende Teil der Besatzung und der Passagiere konnte sich auf nahegelegene Inselchen retten.

## Nutzung
Alle Inseln sind – mangels Trinkwasserquellen – unbewohnt. Sie dürfen zum Schutz der Fauna und Flora nur mit besonderer Genehmigung betreten werden.